# If All I Was Was Black
If All I Was Was Black je studiové album americké zpěvačky Mavis Staples. Vydáno bylo 17. listopadu roku 2017 společností ANTI-. Album produkoval Jeff Tweedy, který se zpěvačkou spolupracoval již v minulosti. Tweedy je rovněž autorem všech deseti písní na albu (na třech s ním autorsky spolupracovala Mavis Staples). Píseň „Ain't No Doubt About It“ je jejich duetem. Dále se na albu podílel například Tweedyho syn Spencer. Album bylo nahráno ve studiu The Loft v Chicagu.

## Seznam skladeb
Autorem všech skladeb je Jeff Tweedy, pokud není uvedeno jinak.
1. Little Bit – 3:50
2. If All I Was Was Black (Tweedy, Mavis Staples) – 3:55
3. Who Told You That – 2:48
4. Ain't No Doubt About It – 3:18
5. Peaceful Dream – 3:20
6. No Time for Crying (Tweedy, Staples) – 4:36
7. Build a Bridge – 3:37
8. We Go High (Tweedy, Staples) – 3:26
9. Try Harder – 3:51
10. All Over Again – 1:52

## Obsazení
- Mavis Staples – zpěv
- Jeff Tweedy – kytara, baskytara, perkuse, zpěv
- Spencer Tweedy – bicí, perkuse
- Rick Holmstrom – kytara
- Jeff Turnes – baskytara
- Stephen Hodges – bicí, perkuse
- Donny Gerrard – doprovodné vokály
- Glen Kotsche – perkuse
- Scott Ligon – clavinet, klavír, varhany, elektrické piano, kytara